# Дадван Юсуф
Дадван Исмат Юсуф Юсуф (родился 9 апреля 2000 года) — иракский инвестор в криптовалюты и бизнесмен, чьи ранние инвестиции в биткойн сделали его самым молодым миллиардером, заработавшим состояние самостоятельно, в Швейцарии. 20 мая 2024 года Юсуф стал первым иракцем и курдом, поднявшимся на вершину Эвереста. В ноябре 2021 года Юсуф был включен в список Forbes «30 до 30». Юсуф и его компании стали объектом ряда расследований по поводу финансовых нарушений.

## Жизнь
Юсуф родился 9 апреля 2000 года в Заход, Иракский Курдистан. Его отец был членом Пешмерга и сбежал в Швейцарию до рождения Юсуфа. Три года спустя его мать покинула страну вместе с тремя сыновьями. В 2003 году они прибыли в Невшатель, Швейцария, где уже находился их отец. В 2004 году семье был предоставлен статус беженцев, и они переехали в Ипсах. У Юсуфа есть пять младших братьев и сестер, которые родились в Швейцарии. В ранние годы он проявлял интерес к финансам, особенно к биткойну и международным денежным переводам.

## Карьера
В возрасте 11 лет Юсуф продал некоторые свои игрушки, чтобы получить средства для инвестирования в биткойн. С этой первоначальной инвестицией он приобрел 10 биткойнов по цене €15 и продолжил торговать криптовалютой. В 2012 году он приобрел 1000 биткойнов по курсу €11,126. В 2016 году Юсуф инвестировал в Эфириум, купив 16,000 единиц на общую сумму €134,000. Юсуф стал мультимиллионером благодаря своим операциям с криптовалютами и считается самым молодым швейцарским миллионером, заработавшим состояние самостоятельно.
В 2017 году он начал обучение в Eidgenössische Hochschulinstitut für Berufsbildung в Цолликофене. Он завершил своё обучение в компании по недвижимости в Берне. Примерно в то же время Юсуф утверждает, что разработал программное обеспечение для автоматизированных торгов криптовалютами, основанное на алгоритме, анализирующем данные и предсказывающем колебания в будущем. Алгоритм оценивает данные, поступающие из технического анализа, социальных сетей, макроэкономики и публичных заявлений о криптовалютах.
В конце 2021 года Юсуф приобрел большинство акций Crowdlitoken, стартапа из Лихтенштейна, разрабатывающего технологию, позволяющую людям инвестировать в недвижимость через цифровые акции в форме токенов. Одновременно с этой инвестицией Юсуф занял должность генерального директора и был назначен членом совета директоров компании.

## Состояние
Согласно налоговой декларации, поданной в 2020 году, налогооблагаемые активы Юсуфа в криптовалютах были оценены в 189 миллионов швейцарских франков, что указывает на его предполагаемое чистое состояние в 270 миллионов швейцарских франков. Недавние оценки указывают на то, что его общее состояние может превышать 1 миллиард швейцарских франков. Инвестиции Юсуфа, особенно в Эфириум, привели к тому, что его владения криптовалютами оцениваются примерно в 1,26 миллиарда швейцарских франков по последним оценкам.